# Haworthia turgida
Haworthia turgida és una espècie del gènere Haworthia de la subfamília de les asfodelòidies.

## Descripció
Haworthia turgida és una planta suculenta perennifòlia que pot arribar a fer una grandària entre 3 a 40 cm de alçada. Foma rosetes de fins a 10 cm de diàmetre, de fulles verdes i vidrioses amb textures "cristal·lines". Les fulles són recurvades a la punta, translúcides i marcades amb línies verdes. Es tornen vermelloses amb la llum directa del Sol. Pot tenir fillols per formar grups ràpidament. a la primavera, les rosetes madures produeixen tiges simples, verticals i filoses que porten flors petites, tubulars i blanques.

## Distribució i hàbitat
Haworthia turgida és originària de la província sud-africana del Cap Occidental, concretament d'Swellendam a Riversdal. Es troba a una alçada d'entre els 500 fins als 1500 metres i creix als turons de pedra calcària i a les pissarres, principalment protegides de la llum solar forta a l'ombra dels matolls.

## Taxonomia
Haworthia turgida va ser descrita per Haw. i publicat a Supplementum Plantarum Succulentarum 22, a l'any 1819.
Etimologia
Haworthia: nom en honor del botànic britànic Adrian Hardy Haworth (1767-1833).
turgida: epítet llatí que significa "inflat".
Varietats acceptades
- Haworthia turgida var. turgida (varietat tipus)
- Haworthia turgida var. longibracteata (G.G.Sm.) M.B.Bayer
- Haworthia turgida var. suberecta Poelln.[8]

Sinonímia
- Aloe turgida (Haw.) Schult. & Schult.f. in J.J.Roemer & J.A.Schultes, Syst. Veg., ed. 15 bis 7: 635 (1829).
- Catevala turgida (Haw.) Kuntze, Revis. Gen. Pl. 2: 707 (1891).
- Haworthia retusa var. turgida (Haw.) M.B.Bayer, Haworthia Update 7(4): 36 (2012).[9]